# I predatori dell'anno Omega
I predatori dell'anno Omega (Warrior of the Lost World) è un film fantascientifico del 1984 scritto e diretto da David Worth. È una storia ambientata in un futuro postapocalittico. In alcune filmografie figura anche col titolo Il giustiziere della terra perduta.

## Trama
Diversi decenni dopo le devastazioni causate dalle guerre atomiche il malvagio despota Prossor, con l'aiuto di una milizia di soldati nota come Omega, ha preso il potere su ciò che resta del mondo civile schiavizzandone la popolazione tramite lavaggio del cervello. A opporsi c'è un gruppo di valorosi riuniti nella New Way, che con l'aiuto di alcuni anziani, noti come gli Illuminati, affrontano una dura guerriglia ai danni della Omega.  Ad aiutare questi coraggiosi giunge, per caso, anche un Guerriero senza nome, che arriva alla roccaforte della New Way dopo avere affrontato a bordo della sua moto, dotata di supercomputer e diversi armamenti, prima gli Omega e poi alcuni gruppi di vagabondi e mercenari presenti in una zona collocata oltre il territorio governato da Prossor.
Il Guerriero, anche se controvoglia, si unisce a Nastasia per liberare il padre di quest'ultima, capo della New Way e infiltratosi nella capitale dell'Omega. I due riescono a liberarlo ma proprio a pochi passi dalla via di fuga in elicottero Nastasia viene a sua volta catturata. Allora il professor McWayne e il Guerriero riescono a formare un'alleanza con le bande che vivono al di là del territorio Omega (karateka, soldati, amazzoni, punks, disertori) e messa in piedi una colonna armata lanciano l'assalto alla roccaforte di Prossor, il quale ha intanto sottoposto Nastasia a lavaggio del cervello.
Lungo la strada la New Way sconfigge i soldati Omega, mentre alcuni volontari infiltratisi nella capitale si fanno strada a loro volta e assaltano il generatore principale con successo. Prossor tenta di eliminare il Guerriero e McWayne facendoli colpire da Nastasia, ma lo stratagemma si ritorce contro di lui e il clone robotico che l'aveva sostituito viene distrutto. Mentre la New Way celebra la vittoria, il vero Prossor fugge di nascosto con l'aiuto di un traditore giurando vendetta sugli "animali" che lo hanno rovesciato. Il Guerriero dopo un ultimo bacio scambiato con Nastasia riparte in sella alla moto diretto chissà dove.

## Produzione
Il film fu girato con soli 500 000 dollari di budget. Worth venne chiamato all'ultimo momento perché non avrebbe dovuto essere lui il regista, ma sul set ci furono dei litigi con gli altri registi e Fred Williamson, uno degli attori, si ritrovò a dirigere le scene in cui appariva. In alcuni siti e dizionari dei film la regia è erroneamente attribuita a Ivana Massetti.
Prodotto nel 1983, quasi sicuramente non arrivò mai nei cinema italiani. Venne distribuito sul mercato internazionale a partire dall'anno seguente. In Italia uscì direttamente sul mercato dell'home video nel 1986.

## Distribuzione
Negli Stati Uniti è noto col titolo Warrior of the Lost World.

## Accoglienza

### Critica
(Fantafilm)